# ITU World Championship Series 2019
Die ITU World Championship Series 2019 (auch World Triathlon Series, WTS) ist eine Triathlon-Rennserie mit Wettkämpfen über die olympische Distanz und die Sprintdistanz sowie als Staffelbewerb (Mixed Relay). Sie wird unter Obhut des internationalen Triathlon-Verbands International Triathlon Union (ITU) ausgetragen.
Der Sieger und die Siegerin der Serienwertung werden als Triathlon-Weltmeister geehrt.

## Organisation
Diese Weltserie wird seit 2009 jährlich unter sportrechtlicher Obhut der ITU veranstaltet, von 1989 bis 2008 wurden die Weltmeister jeweils in einem einzelnen Wettkampf ermittelt.

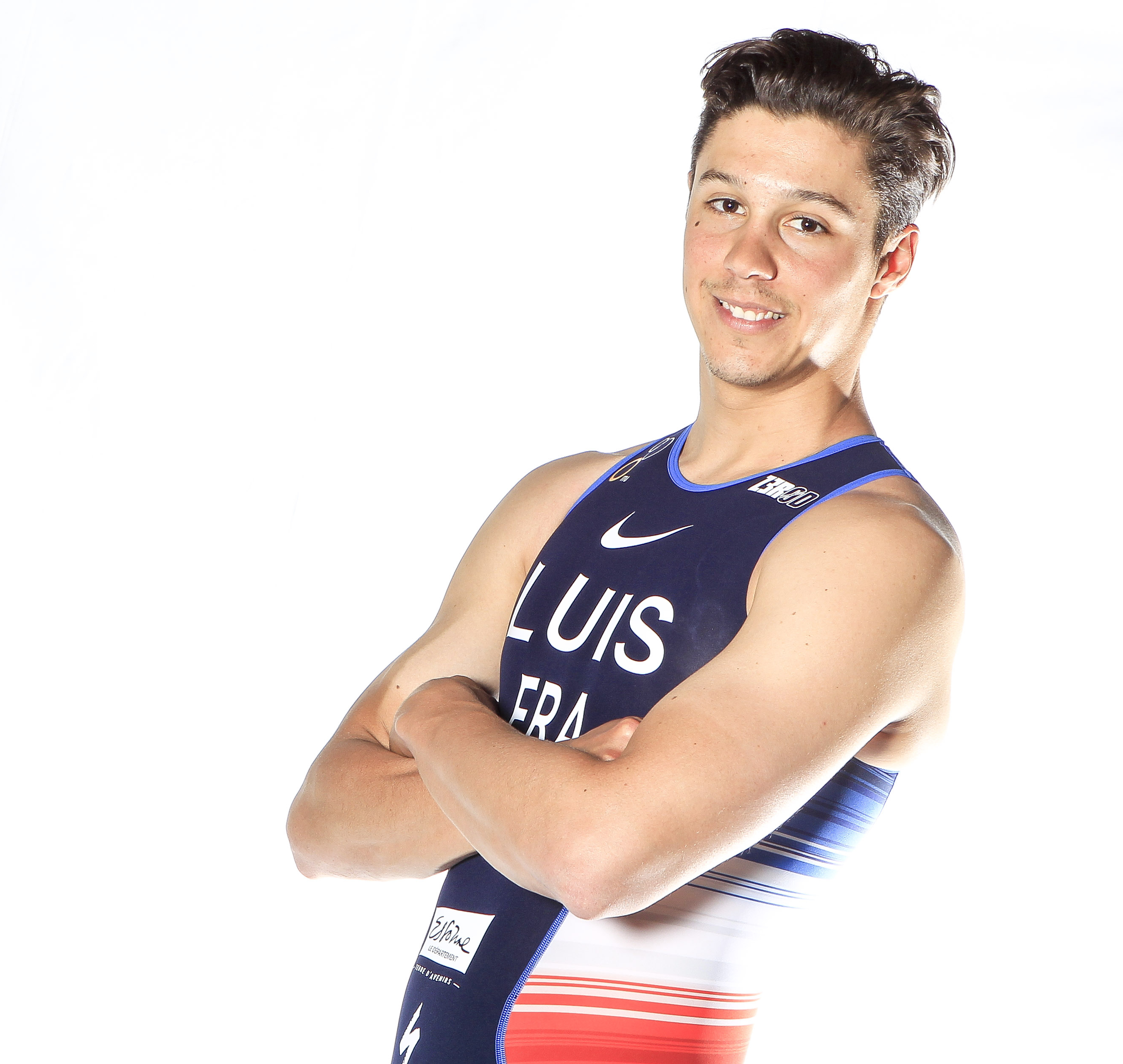
Vincent Luis – Triathlon-Weltmeister auf der Kurzdistanz 2019

Auf der olympischen Distanz bestehen die Wettkämpfe aus 1,5 km Schwimmen, 40 km Radfahren und 10 km Laufen, auf der Sprintdistanz aus 750 m Schwimmen, 20 km Radfahren und 5 km Laufen.
Bei den Elite-Wettkämpfen ist generell Drafting (Radfahren im Windschatten) freigegeben. Bei den im Rahmenprogramm veranstalteten Breitensport-Wettkämpfen besteht dagegen Drafting-Verbot, d. h. jeder Athlet hat zum vorausfahrenden Athleten auf der Radstrecke mindestens zwölf Meter Abstand einzuhalten.
In der Saison 2019 finden acht Rennen sowie das Finale im August in Lausanne in der Schweiz statt. Die Rennen im Juni im Vereinigten Königreich werden gesplittet in Nottingham (Mixed Relay) und Leeds (olympische Distanz).

### Wertung
Für die Jahreswertung der Weltmeisterschaft werden neben diesen acht Rennen der Weltserie auch die anderen Rennen des ITU-Weltcups berücksichtigt:
- Für die Jahreswertung werden die besten fünf Ergebnisse der Weltserie, das letzte Finalrennen sowie maximal zwei Weltcup-Rennen berücksichtigt.[2]
- Beim Finale in Lausanne gibt es im August für einen Sieg 1200 Punkte und bei den anderen acht Rennen der Weltserie gibt es für einen Sieg jeweils 800 Punkte.
- Bei einem normalen ITU-Weltcup gibt es hingegen nur 300 Punkte. Jede weitere Platzierung bekommt bei diesen Rennen eine festgelegte Punktezahl gutgeschrieben.[3]

### Qualifikation
Jeder nationale Dachverband kann pro Wettkampf der Serie bis zu sechs männliche und weibliche Athleten nominieren, der gastgebende Verband bis zu acht. Die Meldung hat spätestens 33 Tage vor dem Wettkampf an die ITU zu erfolgen.

Die ITU stellt anhand der Platzierung der gemeldeten Athleten auf der ITU Points List die Starterfelder von je 60 männlichen und weiblichen Athleten zusammen, zusätzlich können je fünf Einladungen ausgesprochen werden. In die ITU Points List gehen im Gegensatz zum World Championship Ranking auch weitere Wettkämpfe wie z. B. U23-Weltmeisterschaften, kontinentale Meisterschaften und Cup-Veranstaltungen und Studentenweltmeisterschaften ein.

### Grand Final
Nach dem Rennen am letzten Austragungsort der Saison (Grand Final) werden der Sieger und die Siegerin der Serienwertung als Triathlon-Weltmeister geehrt.
Im Rahmen des Grand Final werden zudem jährlich die
1. Weltmeister Mixed Team Relay (gemischte Staffel: 300 m Schwimmen, 6,5 km Radfahren und 1,7 km Laufen), die
2. Weltmeister in der Kategorie U23 auf der olympischen Distanz (1,5 km Schwimmen, 40 km Radfahren und 10 km Laufen) sowie die
3. Weltmeister bei den Junioren (750 m Schwimmen, 20 km Radfahren und 5 km Laufen) bestimmt.

## Ergebnisse

### Elite – Männer
| Datum         | Ort       | Gold                  | Zeit     | Silber            | Zeit     | Bronze            | Zeit     |
| 8. März 2019  | Abu Dhabi | Mario Mola            | 00:52:00 | Alex Yee          | 00:52:03 | Fernando Alarza   | 00:52:12 |
| 27. Apr. 2019 | Bermuda   | Dorian Coninx         | 01:50:36 | Javier Gómez Noya | 01:50:38 | Gustav Iden       | 01:50:38 |
| 19. Mai 2019  | Yokohama  | Vincent Luis          | 01:43:21 | Henri Schoeman    | 01:43:24 | Bence Bicsák      | 01:43:26 |
| 9. Juni 2019  | Leeds     | Jacob Birtwhistle     | 01:45:12 | Matthew McElroy   | 01:45:19 | Javier Gómez Noya | 01:45:21 |
| 28. Juni 2019 | Montreal  | Jelle Geens           | 00:53:49 | Mario Mola        | 00:53:50 | Tyler Mislawchuk  | 00:53:53 |
| 6. Juli 2019  | Hamburg   | Jacob Birtwhistle -2- | 00:55:09 | Vincent Luis      | 00:55:10 | Jelle Geens       | 00:55:13 |
| 20. Juli 2019 | Edmonton  | Jonathan Brownlee     | 00:54:52 | Mario Mola        | 00:54:57 | Marten Van Riel   | 00:55:02 |
| 31. Aug. 2019 | Lausanne  | Kristian Blummenfelt  | 01:50:47 | Mario Mola        | 01:51:03 | Fernando Alarza   | 01:51:18 |

### Elite – Frauen
| Datum         | Ort       | Gold                 | Zeit     | Silber               | Zeit     | Bronze               | Zeit     |
| 8. März 2019  | Abu Dhabi | Katie Zaferes        | 01:52:12 | Taylor Spivey        | 01:52:33 | Jessica Learmonth    | 01:53:29 |
| 27. Apr. 2019 | Bermuda   | Katie Zaferes -2-    | 01:59:52 | Jessica Learmonth    | 02:01:33 | Joanna Brown         | 02:02:05 |
| 19. Mai 2019  | Yokohama  | Katie Zaferes -3-    | 01:43:21 | Summer Rappaport     | 01:43:24 | Taylor Spivey        | 01:43:26 |
| 9. Juni 2019  | Leeds     | Georgia Taylor-Brown | 01:55:46 | Katie Zaferes        | 01:55:57 | Jessica Learmonth    | 01:57:22 |
| 28. Juni 2019 | Montreal  | Katie Zaferes -4-    | 00:58:15 | Georgia Taylor-Brown | 00:58:26 | Jessica Learmonth    | 00:58:49 |
| 6. Juli 2019  | Hamburg   | Non Stanford         | 00:59:24 | Cassandre Beaugrand  | 00:59:31 | Summer Rappaport     | 00:59:42 |
| 20. Juli 2019 | Edmonton  | Emma Jackson         | 01:01:23 | Summer Rappaport     | 01:01:25 | Ashleigh Gentle      | 01:01:27 |
| 31. Aug. 2019 | Lausanne  | Katie Zaferes -5-    | 02:02:45 | Jessica Learmonth    | 02:02:49 | Georgia Taylor-Brown | 02:03:03 |

### Mixed Relay
| Datum         | Ort        | Gold                                                            | Zeit     | Silber                                                       | Zeit     | Bronze                                                               | Zeit     |
| 21. Juli 2019 | Edmonton   | Ainsley Thorpe, Tayler Reid, Nicole van der Kaay, Hayden Wilde  | 01:20:14 | Sophie Coldwell, Jonathan Brownlee, India Lee, Gordon Benson | 01:20:23 | Summer Rappaport, Seth Rider, Taylor Knibb, Morgan Pearson           | 01:20:30 |
| 7. Juli 2019  | Hamburg    | Emilie Morier, Léo Bergere, Cassandre Beaugrand, Vincent Luis   | 01:20:18 | Laura Lindemann, Valentin Wernz, Nina Eim, Justus Nieschlag  | 01:20:22 | Natalie Van Coevorden, Aaron Royle, Emma Jeffcoat, Jacob Birtwhistle | 01:20:43 |
| 15. Juni 2019 | Nottingham | Georgia Taylor-Brown, Ben Dijkstra, Sophie Coldwell, Alex Yee   | 01:23:13 | Jolanda Annen, Max Studer, Alissa Konig, Adrien Briffod      | 01:23:55 | Emilie Morier, Dorian Coninx, Léonie Périault, Pierre Le Corre       | 01:24:03 |
| 9. März 2019  | Abu Dhabi  | Ashleigh Gentle, Luke William, Emma Jeffcoat, Jacob Birtwhistle | 01:24:16 | Taylor Spivey, Ben Kanute, Katie Zaferes, Eli Hemming        | 01:24:21 | Ainsley Thorpe, Sam Ward, Sophie Corbidge, Hayden Wilde              | 01:24:31 |

### Gesamtwertung 2019

#### Männer
| Platz | Land | Athlet               | Punkte |
| ----- | ---- | -------------------- | ------ |
| 1     | FRA  | Vincent Luis         | 5095   |
| 2     | ESP  | Mario Mola           | 4939   |
| 3     | ESP  | Javier Gómez Noya    | 4533   |
| 4     | ESP  | Fernando Alarza      | 4395   |
| 5     | BEL  | Marten Van Riel      | 3659   |
| 6     | AUS  | Jacob Birtwhistle    | 3433   |
| 7     | RSA  | Henri Schoeman       | 3148   |
| 8     | FRA  | Léo Bergere          | 3042   |
| 9     | NOR  | Gustav Iden          | 3028   |
| 10    | NOR  | Kristian Blummenfelt | 2892   |
| 12    | GBR  | Alex Yee             | 2521   |
| 13    | HUN  | Bence Bicsák         | 2489   |
| 14    | BEL  | Jelle Geens          | 2438   |
| 18    | FRA  | Dorian Coninx        | 2062   |
| 17    | GER  | Jonas Schomburg      | 2230   |
| 20    | NZL  | Sam Ward             | 1905   |
| 22    | AUT  | Alois Knabl          | 1705   |
| 37    | GER  | Justus Nieschlag     | 836    |
| 38    | CHE  | Adrien Briffod       | 816    |
| 39    | GER  | Lasse Lührs          | 792    |
| 41    | CHE  | Andrea Salvisberg    | 776    |
| 62    | AUT  | Lukas Hollaus        | 336    |
| 85    | GER  | Maximilian Schwetz   | 65     |

(Stand: 1. September 2019)

#### Frauen
| Platz | Land | Athletin             | Punkte |
| ----- | ---- | -------------------- | ------ |
| 1     | USA  | Katie Zaferes        | 6175   |
| 2     | GBR  | Jessica Learmonth    | 5326   |
| 3     | GBR  | Georgia Taylor-Brown | 5191   |
| 4     | USA  | Taylor Spivey        | 4651   |
| 5     | USA  | Summer Rappaport     | 3589   |
| 6     | NED  | Rachel Klamer        | 3586   |
| 7     | GBR  | Non Stanford         | 3435   |
| 8     | FRA  | Cassandre Beaugrand  | 2548   |
| 9     | ITA  | Annamaria Mazzetti   | 2456   |
| 10    | GER  | Laura Lindemann      | 2427   |
| 12    | GBR  | Vicky Holland        | 2409   |
| 13    | AUT  | Lisa Perterer        | 2376   |
| 15    | USA  | Taylor Knibb         | 2231   |
| 23    | NOR  | Lotte Miller         | 1715   |
| 32    | CHE  | Nicola Spirig        | 1199   |
| 33    | CHE  | Jolanda Annen        | 1169   |
| 34    | AUT  | Julia Hauser         | 1096   |
| 63    | GER  | Nina Eim             | 252    |
| 64    | GER  | Caroline Pohle       | 246    |

(Stand: 1. September 2019)